# David Townsend
David Townsend, född den 28 augusti 1955 i Birmingham i Storbritannien, är en brittisk roddare.
Han tog OS-brons i fyra utan styrman i samband med de olympiska roddtävlingarna 1980 i Moskva.